# Die Reifeprüfung
Die Reifeprüfung (Originaltitel The Graduate) ist ein US-amerikanischer Spielfilm von Mike Nichols aus dem Jahr 1967, der auf dem gleichnamigen Roman von Charles Webb basiert. Er erzählt, wie der College-Absolvent Benjamin Braddock (Dustin Hoffman) nacheinander zwei „verbotene“ Beziehungen eingeht: zunächst mit einer verheirateten Frau, dann mit ihrer Tochter. 
Der Film spielte weltweit über 100 Millionen Dollar ein und brachte Mike Nichols 1968 den Oscar für die beste Regie ein. Daneben wurde er mit zahlreichen weiteren Preisen ausgezeichnet. Die Reifeprüfung wurde 1996 in das National Film Registry aufgenommen und landete 1998 bei der Wahl des American Film Institute zu den besten amerikanischen Filmen auf dem 7. Platz.
Die Filmmusik von Simon & Garfunkel wurde als Soundtrack-Album The Graduate veröffentlicht und erreichte im April 1968 Platz eins der US-amerikanischen Albumcharts. Der darauf enthaltene Song Mrs. Robinson wurde ein Welthit und ist einer der populärsten des Duos.

## Handlung
Kurz vor Vollendung seines 21. Lebensjahres und mit glänzendem College-Abschluss im Gepäck kehrt Benjamin Braddock ins Elternhaus nach Südkalifornien zurück. Was er in Zukunft zu tun gedenkt, weiß er noch nicht. Nicht zuletzt deshalb wäre es ihm lieber, alleingelassen statt auf „seiner“ Party den Freunden seiner Eltern vorgezeigt zu werden. Mrs. Robinson, die ohne ihren Mann, einen Geschäftspartner von Mr. Braddock, zugegen ist, bittet Benjamin, sie nach Hause zu fahren. 
Dort versucht sie, ihn zu verführen, wogegen er sich sträubt und was schließlich durch die verfrühte Rückkehr von Mr. Robinson vereitelt wird. Ironischerweise ist ausgerechnet er es, der Benjamin den Rat gibt, seine Jugend zu genießen und seine Anziehungskraft auf Frauen zu nutzen. Einige Tage später ringt sich Benjamin durch, auf Mrs. Robinsons Angebot einzugehen. 
Seine Unsicherheit überwindet er jedoch erst in dem Moment, als sie ihn fragt, ob es sein „erstes Mal“ sei und er Angst habe, zu „versagen“. Die sich anschließende mehrwöchige Affäre zwischen beiden bleibt eine rein sexuelle. Benjamins erster Versuch, über ein Gespräch mehr Nähe zu schaffen, endet im Streit und beinahe im Zerwürfnis, ausgelöst dadurch, dass Mrs. Robinson darauf besteht, er solle versprechen, nie mit ihrer Tochter Elaine auszugehen.
Besorgt ob seiner Untätigkeit und seiner nächtlichen Ausflüge, ist es aber genau das, worum Benjamins Eltern ihn wiederholt bitten – bis er nachgibt. Im Bestreben, Elaine das Zusammensein mit ihm ein für alle Mal zu verleiden, gibt er sich unnahbar und schleppt sie in ein Striplokal. Dabei geht er jedoch zu weit: Sie ist gedemütigt und bricht in Tränen aus. Er rechtfertigt sich, tröstet sie, küsst sie und verliebt sich. Noch am selben Abend gesteht er ihr, ein Verhältnis mit einer verheirateten Frau gehabt zu haben. 
Ihr für den Folgetag geplantes Treffen vereitelt Mrs. Robinson; sie droht Benjamin, Elaine notfalls mit der Wahrheit zu konfrontieren. Kurz entschlossen kommt er ihr zuvor; um den Preis, dass Elaine mit ihm bricht. Als sie bald darauf nach Berkeley zurückkehrt, um ihr Studium fortzusetzen, beschließt er, ihr zu folgen. 
Elaine wehrt ihn zunächst ab und flüchtet sich in die Arme eines anderen Verehrers – des Medizinstudenten Carl Smith –, sucht Benjamin aber dann ihrerseits auf und erfährt, dass ihre Mutter sie belogen hat, als sie behauptete, von Benjamin vergewaltigt worden zu sein. Schnell nähern sich beide wieder an, Benjamin drängt sogar auf baldige Hochzeit. 
Doch nun intervenieren die Robinsons mit vereinter Kraft, indem sie ihre Tochter kurzerhand mit Carl Smith verheiraten wollen. Elaine resigniert und hinterlässt Benjamin einen Abschiedsbrief. Im Finale geht es für ihn darum, herauszufinden, wo diese Hochzeit stattfindet, und rechtzeitig da zu sein, um sie zu verhindern. Als er nach mehr als zwölfstündiger Odyssee ankommt, ist die Ehe gerade geschlossen, das Paar küsst sich. 
Sein verzweifelter Auftritt auf der verglasten Kirchenempore verändert dennoch alles: Dem „Es ist zu spät!“ ihrer Mutter setzt Elaine ein „Nicht für mich!“ entgegen und läuft auf Benjamins Seite über. Ein Holzkreuz dient als Waffe und als Riegel für die Kirchentür. Sie flüchten in einem Linienbus; während der Bus losfährt, verschwindet die Euphorie über die geglückte Flucht langsam von ihren Gesichtern.

## Hintergrund
- Der Film wirkte für damalige Verhältnisse revolutionär. Das erste Mal wurde publikumswirksam und vorurteilsfrei die Beziehung einer verheirateten Frau zu einem jüngeren Liebhaber geschildert.
- Der Film rückte die starren Moralvorstellungen der amerikanischen Gesellschaft und die Weltfremdheit der damals jungen Generation in den Fokus. Zum Zeitpunkt der Produktion war die ethische Selbstzensur der Filmindustrie nach dem Hays Code abgesetzt worden.
- Die Schlusssequenz – gehetzte Fahrt zur Kirche und Entführung der Braut aus der Trauungszeremonie – geht auf das Finale des Harold-Lloyd-Stummfilmes Girl Shy (1924) zurück. Lloyd wirkte bei den Dreharbeiten als Berater mit.[1]
- Der deutsche Filmtitel Die Reifeprüfung ist im Kontext des Films nicht die korrekte Übersetzung des Originaltitels The Graduate (‚der Absolvent‘). Unter „Reifeprüfung“ wird  in Deutschland das Abitur und in Österreich die Matura verstanden. Im amerikanischen Englisch heißt sowohl der Abschluss der High School als auch der Abschluss des College „graduation“; Benjamin hat nicht etwa die Schule, sondern das College abgeschlossen. Obwohl die Übersetzung nicht korrekt ist, ist sie dennoch als Interpretation schlüssig, geht es im Film doch um ein klassisches Initiationsthema, und der männliche Protagonist wird von einer älteren Frau verführt und in die Sexualität eingeführt. Er hat also eine „Reifeprüfung“ zu bestehen, die sich nicht nur in der Einführung in die Sexualität äußert, sondern auch in einer emotionalen Reifung, da er sich aller gesellschaftlichen Widerstände und Konventionen zum Trotz für seine Liebe entscheidet.
- Die Hotelszenen wurden im Ambassador Hotel in Los Angeles (Kalifornien) gedreht, in dem im Jahre 1968, weniger als sechs Monate nach der Premiere des Films, Robert F. Kennedy ermordet wurde. Das Hotel diente als Kulisse weiterer Filme wie z. B. für Die fabelhaften Baker Boys und Catch Me If You Can.[2]
- In dem Film fand die erste professionelle Produktplatzierung in Form eines Alfa Romeo 1600 Duetto Spider statt, womit bei der Finanzierungsstrategie für diesen Film Neuland betreten wurde. Die betreffende Baureihe wird in den USA heute noch vielerorts Graduate Spider genannt. Insoweit war der Film eine Reaktion auf die sich ankündigenden gesellschaftlichen und moralischen Umbrüche und somit Vorbote von New Hollywood.[3]
- Die Rolle des Ben war die erste große Rolle von Dustin Hoffman, der danach zum Hollywood-Star aufstieg. Auch durch Dustin Hoffman – „klein, drahtig und unaufdringlich“ – setzte sich im Kino des New Hollywood ein neuer Typus des Hollywood-Hauptdarstellers durch.[4] Die Rolle erhielt er trotz seines damaligen zu hohen Alters von 30 Jahren, da er beim Vorsprechen sehr unsicher und nervös wirkte. Der Altersunterschied zwischen ihm, der einen College-Absolventen Anfang Zwanzig darstellte, und der 36-jährigen Anne Bancroft, die als 42-jährige  Mutter einer neunzehnjährigen Tochter agierte, betrug somit nicht, wie im Film dargestellt, mehr als 20, sondern lediglich knapp sechs Jahre. Der reale Altersunterschied zwischen Filmmutter und Filmtochter war mit 9 Jahren nicht viel größer.
- Anne Bancrofts Rolle der Mrs. Robinson war zunächst Doris Day angeboten worden, die jedoch absagte.[5]
- In der berühmten Szene, die auch für das Original-Kinoplakat verwendet wurde, in welcher Dustin Hoffman im Türrahmen steht und auf die Beine von Mrs. Robinson starrt, sind nicht die Beine von Anne Bancroft, sondern die der damals 26-jährigen Linda Gray zu sehen, welche später in der Fernsehserie Dallas berühmt wurde.[6]
- In den letzten Jahren erlebte der Film durch erfolgreiche Theater-Aufführungen ein Comeback, so in London, wo Mrs. Robinson mit großem Erfolg von Jerry Hall dargestellt wurde.[7]

## Soundtrack
Für die Entstehungszeit ungewöhnlich wurde Popmusik gezielt eingesetzt, um die Stimmung einer Szene zu transportieren. Der von Simon & Garfunkel eingespielte Soundtrack (mit The Sound of Silence, Mrs. Robinson und Scarborough Fair/Canticle; siehe auch Sounds of Silence) wurde für das Duo zu einem seiner größten Erfolge. 2004 wählte das American Film Institute das Lied Mrs. Robinson auf Platz 6 in ihre Liste AFI’s 100 Years … 100 Songs der 100 besten US-amerikanischen Filmsongs.

## Synchronisation
Die deutsche Synchronfassung entstand zur deutschen Kinopremiere.
| Rolle                               | Darsteller       | Synchronsprecher  |
| ----------------------------------- | ---------------- | ----------------- |
| Benjamin Braddock                   | Dustin Hoffman   | Manfred Schott    |
| Mrs. Robinson                       | Anne Bancroft    | Eva Pflug         |
| Elaine Robinson                     | Katharine Ross   | Dagmar Heller     |
| Mr. Robinson                        | Murray Hamilton  | Martin Hirthe     |
| Mr. Braddock                        | William Daniels  | Harry Wüstenhagen |
| Mrs. Braddock                       | Elizabeth Wilson | Ingeborg Wellmann |
| Hotel-Empfangschef                  | Buck Henry       | Peter Schiff      |
| Mr. McCleery, Vermieter in Berkeley | Norman Fell      | Werner Peters     |
| Carl Smith                          | Brian Avery      | Joachim Pukaß     |
| Mr. McGuire, Partygast („Plastik“)  | Walter Brooke    | Hans W. Hamacher  |
| Miss DeWitte, Dame im Hotel         | Marion Lorne     | Anneliese Würtz   |
| Mr. Loomis, Partygast               | Robert P. Lieb   | Arnold Marquis    |
| Mrs. Carlson, Partygast             | Eve McVeagh      | Lola Luigi        |
| Tankwart                            | Noam Pitlik      | Manfred Schuster  |
| Student im Miethaus                 | Richard Dreyfuss | Wolfgang Draeger  |

## Adaptionen
- Die Eröffnungssequenz inspirierte Quentin Tarantino für den Vorspann in seinem Film Jackie Brown. Das Ende wurde mehrmals im Fernsehen und Kino parodiert, so z. B. in King of Queens, Die Simpsons, Wayne’s World 2 und Shrek 2. Ebenso findet sich eine Anspielung auf die Kirchenszene in dem Film Ein Trauzeuge zum Verlieben und dem Computerspiel The Secret of Monkey Island.
- Im Film American Pie – Wie ein heißer Apfelkuchen finden sich ebenso Anspielungen auf die Liebesgeschichte. Während der Begegnung von Paul Finch mit der reiferen Jeanine Stifler findet auch das Lied Mrs. Robinson Verwendung.
- Die Szene, in der Dustin Hoffman im elterlichen Swimming-Pool taucht, wurde ebenfalls in dem Film Old School adaptiert.
- Für einen Werbespot für den damals neuen Audi A6 kehrte Dustin Hoffman 2004 in seine Rolle zurück: Hoffman fährt im Audi zur Kirche, klopft von außen an die Fensterscheibe, die junge Braut flüchtet mit ihm im Audi. Darauf sagt sie: „Danke Dad!“ und er: „Du wirst wie deine Mutter.“[10]
- Im Film Wo die Liebe hinfällt von 2005 wird die Filmstory in gewisser Weise fortgesponnen: Eine junge Frau erfährt kurz vor der Hochzeit ihrer Schwester, dass ihre Familie das Vorbild für den Film darstellt. Shirley MacLaine übernahm die Rolle von Mrs. Robinson, Kevin Costner gibt Benjamin Braddock.
- Im Film Kingpin der Brüder Peter und Bobby Farrelly wird die Szene parodiert, in der Dustin Hoffman im Türrahmen steht und auf die Beine von Mrs. Robinson starrt.

## Auszeichnungen
- Mike Nichols erhielt 1968 einen Oscar für die beste Regie. Nominiert war der Film außerdem in den Kategorien Bester Film, Bestes adaptiertes Drehbuch (Calder Willingham und Buck Henry), Bester Hauptdarsteller (Dustin Hoffman), Beste Hauptdarstellerin (Anne Bancroft), Beste Kamera (Robert Surtees) und Beste Nebendarstellerin (Katharine Ross).
- Den British Film Academy Award gewann der Film in den Kategorien Beste Regie, Bester Film, Bester Schnitt (Sam O’Steen), Bester Newcomer (Dustin Hoffman) und Bestes Drehbuch. Nominiert waren außerdem Anne Bancroft als Beste Hauptdarstellerin und Katharine Ross als Beste Newcomerin.
- Neben fünf Golden Globes in den Kategorien „Bester Film“, „Beste Regie“, „Beste Hauptdarstellerin“ (Anne Bancroft) und „Beste Nachwuchsdarsteller“ (Dustin Hoffman und Katharine Ross) erhielt der Film Preise der Gilden der Regisseure und Drehbuchautoren sowie den Regie-Preis des New York Film Critics Circle – einer Kritikervereinigung aus New York.
- Hauptdarsteller Dustin Hoffman gewann 1969 den französischen Étoile de Cristal als bester ausländischer Darsteller.
- 1996 erfolgte die Aufnahme in das National Film Registry.
- 1998 landete er bei einer Wahl zum besten amerikanischen Film des American Film Institute auf dem 7. Platz.

## Kritiken
„Verwaschener Hollywood-Film, bei dem nicht einmal klar wird, ob die bisweilen auftretende Komik gewollt oder ungewollt ist. Unnötig.“

„Temporeiche Gesellschaftssatire, die gleichermaßen die verkalkte Moral des amerikanischen Establishments und die Weltfremdheit der jungen Generation aufs Korn nimmt, die sich aber deutlich auf die Seite der unangepaßten Söhne und Töchter schlägt. Mit musikalischem Elan, schicken Pop-Elementen und spitzem Humor inszeniert.“

## Veröffentlichungen
- Charles Webb: The Graduate. New American Library, New York 1963; Penguin, London 2010, ISBN 978-0-14-119024-2.
- Übersetzung: Die Reifeprüfung. Roman. Deutsch von Frank Böhmert. Heyne, München 2002, ISBN 3-453-21246-0.
- Hörbuch: Audio-CD, gelesen von Robert Stadlober. Random House Audio, München 2008, ISBN 978-3-86604-866-9.
- DVD: Die Reifeprüfung. Arthaus Premium Edition (2 DVDs). Kinowelt Home Entertainment 2007